# Music from Another Dimension!
«Music from Another Dimension!» — п'ятнадцятий і останній студійний альбом американського рок-гурту Aerosmith, випущений 6 листопада 2012 року лейблом Columbia Records. Це їхній перший студійний альбом після Honkin' on Bobo 2004 року та перший, який містить повністю новий матеріал після Just Push Play 2001 року, що відзначає найдовший проміжок між студійними альбомами Aerosmith. Альбом був випущений на одному компакт-диску разом із розкішною версією. Це останній альбом у контракті на запис Aerosmith із Sony/Columbia Records, його спродюсували Джек Дуглас, Стівен Тайлер, Джо Перрі та Марті Фредеріксен (три треки). Це також їхній найдовший студійний альбом із загальною тривалістю треку майже 68 хвилин.
До альбому увійшли сингли «Legendary Child», «Lover Alot», «What Could Have Been Love» і «Can't Stop Lovin' You».
«Music from Another Dimension!» дебютував під номером п'ять у Billboard 200, продавши 63 000 примірників за перший тиждень, різко контрастуючи з попередніми дебютами.

## Список композицій
| #   | Назва                       | Автор                                                      | Тривалість |
| --- | --------------------------- | ---------------------------------------------------------- | ---------- |
| 1.  | «Luv XXX»                   | Стівен Тайлер, Джо Перрі                                   | 5:17       |
| 2.  | «Oh Yeah»                   | Джо Перрі                                                  | 3:41       |
| 3.  | «Beautiful»                 | Стівен Тайлер, Марті Фредеріксен                           | 3:09       |
| 4.  | «Tell Me»                   | Том Хемільтон                                              | 3:45       |
| 5.  | «Out Go the Lights»         | Стівен Тайлер                                              | 6:55       |
| 6.  | «Legendary Child»           | Стівен Тайлер                                              | 4:15       |
| 7.  | «What Could Have Been Love» | Стівен Тайлер, Марті Фредеріксен, Расс Ірвін               | 3:44       |
| 8.  | «Street Jesus»              | Стівен Тайлер, Марті Фредеріксен                           | 6:43       |
| 9.  | «Can't Stop Lovin' You»     | Стівен Тайлер                                              | 4:04       |
| 10. | «Lover Alot»                | Стівен Тайлер, Марті Фредеріксен, Джо Перрі, Том Хемільтон | 3:35       |
| 11. | «We All Fall Down»          | Даян Уоррен                                                | 5:14       |
| 12. | «Freedom Fighter»           | Джо Перрі                                                  | 3:19       |
| 13. | «Closer»                    | Стівен Тайлер                                              | 4:04       |
| 14. | «Something»                 | Джо Перрі                                                  | 4:37       |
| 15. | «Another Last Goodbye»      | Стівен Тайлер, Дезмонд Чайлд                               | 5:47       |